# Katarzyna Kołodziejczyk (kajakarka)
Katarzyna Kołodziejczyk (ur. 7 kwietnia 1998) – polska kajakarka, dwukrotna brązowa medalistka mistrzostw świata, wicemistrzyni Europy, brązowa medalistka igrzysk europejskich.

## Kariera
W 2017 roku zdobyła srebrny medal w czwórce na 500 metrów na mistrzostwach Europy w Płowdiwie. Do tego dołączyła również brązowy medal w dwójce na dystansie 200 metrów.
Rok później na mistrzostwach Europy w Belgradzie ponownie zdobyła brąz w dwójce z Dominiką Włodarczyk na 200 metrów. W sierpniu tego samego roku zdobyła brązowy medal mistrzostw świata w Montemor-o-Velho w zawodach czwórek na 500 metrów. W składzie były także Karolina Naja, Helena Wiśniewska i Anna Puławska.
W 2019 roku na igrzyskach europejskich w Mińsku zdobyła brązowy medal w czwórce na dystansie 500 metrów w tym samym składzie, co na poprzednich mistrzostwach świata. Wzięła udział także w dwójce z Justyną Iskrzycką, zajmując w finale piąte miejsce. W sierpniu tego samego roku podczas mistrzostw świata w Segedynie zdobyła brązowy medal w czwórce na 500 metrów. N mistrzostwach świata w 2021 wywalczyła brązowy medal w konkurencji K-2 200 metrów (z Dominiką Putto).

## Wyniki
Wyniki finałów igrzysk olimpijskich i europejskich oraz mistrzostw świata i Europy.
| Rok  | Zawody               | Miejscowość      | Konkurencja | Czas     | Pozycja |
| ---- | -------------------- | ---------------- | ----------- | -------- | ------- |
| 2017 | Mistrzostwa Europy   | Płowdiw          | K-2 200 m   | 37,12    | brąz    |
| 2017 | Mistrzostwa Europy   | Płowdiw          | K-4 500 m   | 1:31,60  | srebro  |
| 2017 | Mistrzostwa świata   | Račice           | K-4 500 m   | 1:32,11  | 6.      |
| 2018 | Mistrzostwa Europy   | Belgrad          | K-2 200 m   | 37,147   | brąz    |
| 2018 | Mistrzostwa Europy   | Belgrad          | K-2 500 m   | 1:41,067 | 5.      |
| 2018 | Mistrzostwa świata   | Montemor-o-Velho | K-4 500 m   | 1:34,568 | brąz    |
| 2019 | Igrzyska europejskie | Mińsk            | K-2 500 m   | 1:44,541 | 5.      |
| 2019 | Igrzyska europejskie | Mińsk            | K-4 500 m   | 1:42,851 | brąz    |
| 2019 | Mistrzostwa świata   | Segedyn          | K-4 500 m   | 1:34,776 | brąz    |
| 2021 | Mistrzostwa świata   | Kopenhaga        | K-4 200 m   | 37,679   | brąz    |